# Île Makatea
Pour la formation géologique appelée « makatea », voir Atoll surélevé.
L'île Makatea est un atoll surélevé d'origine corallienne situé dans les îles Tuamotu, dans le sous-groupe des îles Palliser, en Polynésie française. À partir de 1917, les importants gisements de roche phosphatée de l'île sont exploités, ce qui entraîne d'importants bouleversements, avec l'arrivée de nombreux travailleurs étrangers ou originaires du reste de la Polynésie. D'importantes infrastructures industrielles y ont été édifiées et la collecte du minerai modifie profondément les paysages. Jusqu'en 1966, date de l'arrêt de l'exploitation, Makatea est l'un des moteurs économiques de la Polynésie française. Depuis, seule une petite population vivant de la pêche et de l'agriculture habite l'île. Un projet de relance de l'exploitation, controversé, est porté par un industriel australien. 

## Géographie

### Situation

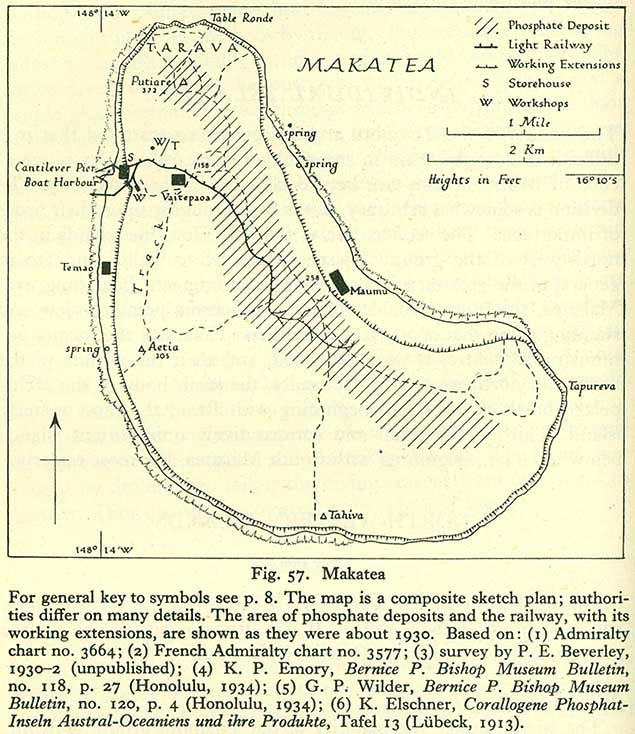
Carte de Makatea vers 1930 établie par l'Amirauté britannique.

Makatea (du polynésien Maka « rocher » et Tea « blanc ») est située à 75 km au sud de Tikehau l'atoll le plus proche, à 82 km au sud-ouest de Rangiroa et à 220 km au nord-est de Tahiti. L'île mesure 7,5 km du nord au sud, avec une largeur maximale de 7 km dans le sud. La superficie est de 24 km2. Elle présente la particularité, pour les Tuamotu composés d'atolls et d'îlots bas, de posséder une plaine située à 80 m au-dessus du niveau de la mer.
Le chef-lieu actuel est le village de Vaitepaua, situé sur la partie nord du plateau. L'île forme une commune associée à la commune de Rangiroa ; son maire délégué est Julien Maï. Le port de Temao, principal lien avec l'extérieur est situé sur la côte occidentale nord, en effet, en l'absence d'aérodrome, Makatea est accessible seulement par les rotations des navires vraquiers Mareva Nui et Saint-Xavier Maris Stella ou par l'hélicoptère d'urgences sanitaires.

### Géologie
D'un point de vue géologique, l'atoll est l'excroissance corallienne du sommet du mont volcanique sous-marin homonyme formé il y a environ 40 à 50 millions d'années. Makatea présente la particularité, avec Niau et Tikehau, d'être un atoll surélevé (le point le plus élevé est à 110 mètres au-dessus du niveau de la mer) résultant d'un feo c'est-à-dire d'un récif corallien mis à nu et « dolomitisé » par sa mise hors de l'eau lors d'un bombement de la lithosphère survenu il y a 1 à 2 millions d'années.
Makatea contient un important gisement de roche phosphatée exploitable, dont la genèse est actuellement discutée par les scientifiques. Il s'agit de l'une des trois îles de l'océan Pacifique présentant ces caractéristiques géologiques, les deux autres étant Nauru et Banaba.

### Démographie
En 2017, la population totale de Makatea est de 94 personnes, principalement regroupées dans le village de Moumu ; son évolution est la suivante :
| 43                                                      | 58 | 84 | 94 | 61 | 68 | 94 |
| Sources ISPF et Gouvernement de la Polynésie française. |    |    |    |    |    |    |

## Histoire

### Découverte européenne
L'explorateur hollandais Jakob Roggeveen est le premier Européen mentionnant l'île, il l'aborde le 2 juin 1722 et la nomme « Eiland von Verkwikking ». Makatea est ensuite visité par le navigateur espagnol José de Andía y Varela qui l'aborde le 6 novembre 1774 et le mentionne sous le nom de « San Diego », puis par le Britannique John Turnbull en février 1803 qui le nomme « Maka Tableland ». Il est enfin accosté par l'Américain Charles Wilkes lors de son expédition australe le 9 septembre 1839 qui le mentionne sous le nom d'« Aurora ». Plus tard, les Polynésiens l'ont appelé le « Papa Tea » (qui veut dire « le rocher blanc »).

### Exploitation du phosphate
Un officier français résidant à Tahiti, le capitaine Bonnet, serait à l'origine de la découverte du gisement vers 1890. Dès 1898, une exploitation artisanale du phosphate est essayée. Mais les difficultés techniques liées au travail minier rendent ces efforts vains. En 1908, sous l'impulsion d'un notaire de Papeete, la Compagnie française des phosphates de l'Océanie (d)  (CFPO) est fondée avec un capital social de 6 millions de francs. L'entreprise obtient en 1917 une concession générale de l'exploitation minière lui permettant de commencer ses activités et ses moyens financiers et techniques vont lui permettre à partir de cette date de se lancer dans une exploitation industrielle du minerai.

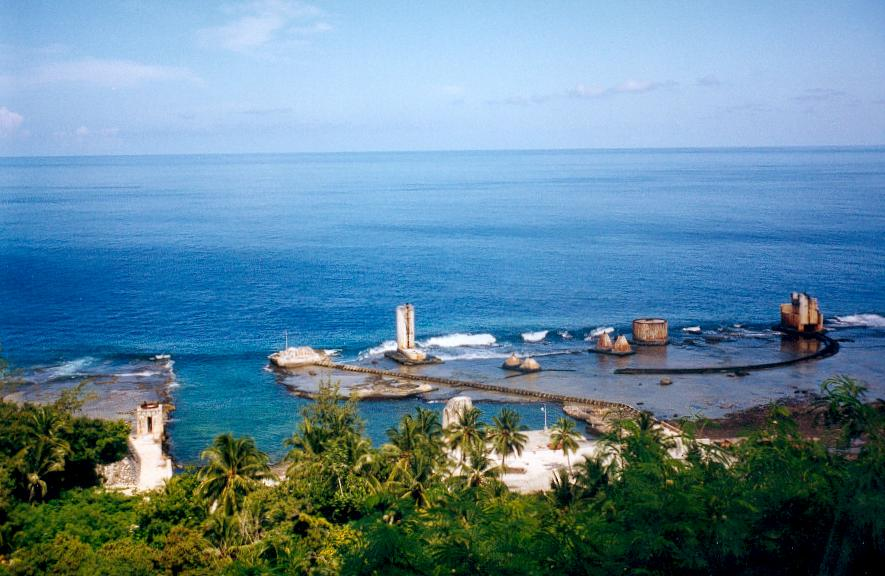
Le port désaffecté de Temao.

Le chargement du minerai sur les navires phosphatiers pose des problèmes techniques qui seront résolus grâce à l'amélioration des infrastructures portuaires. Makatea est ceinturée de récifs et de falaises, de plus, les fonds situés à proximité immédiate de l'île et la houle puissante rendent l'approche de l'île par des navires très ardue. L'île ne présente que deux plages permettant la construction d'infrastructures portuaires, Momu, au vent, où est situé le village polynésien originel, les premiers chargements de phosphate s'y effectuent. Mais c'est finalement la plage de Temao, sous le vent, où est édifié le port. Il est constitué d'une darse creusée à l'explosif dans le platier. Au début de l'exploitation, des chalands sont utilisés, on y charge le phosphate par des paniers de grande dimension à partir de petits appontements dépassant de la zone de rouleaux de quelques mètres seulement. Ce système est lent et dangereux, il requiert l'emploi d'une main-d'œuvre nombreuse et il faut régulièrement reconstruire les appontements emportés par la mer. Les cargos où le phosphate est hissé par treuillage doivent durant l'opération de chargement mouiller sur une bouée ancrée à 400 m de profondeur et à 400 m de la côte. En cas de mauvais temps, le navire doit croiser parfois pendant deux semaines avant de pouvoir reprendre les opérations. En 1927, le système est amélioré par la construction d'une jetée métallique amenant le minerai 50 mètres après les rouleaux, ce qui évite aux chalands d'avoir à les franchir, mais le chargement reste onéreux et difficile. En 1953 est décidée la construction de la jetée Seibert permettant sans intervention de la batellerie de charger 500 tonnes de phosphate à l'heure. Le système achevé fin 1954 est composé d'une poutre principale terminée par une sauterelle mobile à 106 mètres du rivage permettant au minerai d'être délivré par tapis roulant jusqu'au-dessus des cales du navire amarré entre quatre grosses bouées fixées au fond d'une profondeur de 40 m à cet endroit. Cette jetée, techniquement complexe en raison de la nature très accore du récif, est repliable sur elle-même après utilisation ; elle repose alors sur trois piles édifiées le long du récif.
Un réseau de chemins de fer à voie de 60 centimètres desservait les mines et le port, où ont circulé cinq locomotives à vapeur de type 040T remorquant des tenders annexes construits par Orenstein & Koppel,. Plus tard seront utilisés des locotracteurs Boilot-Pétolat, Deutz et surtout trois Billard T100D initialement étudiés pour la ligne Maginot mais construits pour l'organisation Todt.
Avec l'exploitation des phosphates, la population de Makatea est multipliée par 100, passant d'une trentaine d'habitants au début du siècle à environ 3 000 au plus fort de l'exploitation, en 1962. À la même époque, les salaires versés au personnel de la CFPO représentent 28 % des salaires privés versés dans le territoire et les impôts perçus sur la compagnie un quart des ressources fiscales.

### Après la fermeture de l'exploitation minière
Les sites miniers ferment en 1966, après quoi l'île redevient quasi déserte ; cependant, à la date de sa fermeture programmée, le centre d'expérimentation du Pacifique est venu maintenir une vie économique sur le territoire, jusqu'à sa fermeture. Les habitants se tournent vers la culture du coprah (qui est fournie à l'huilerie de Papeete), la pêche, et le commerce des crabes de cocotier.

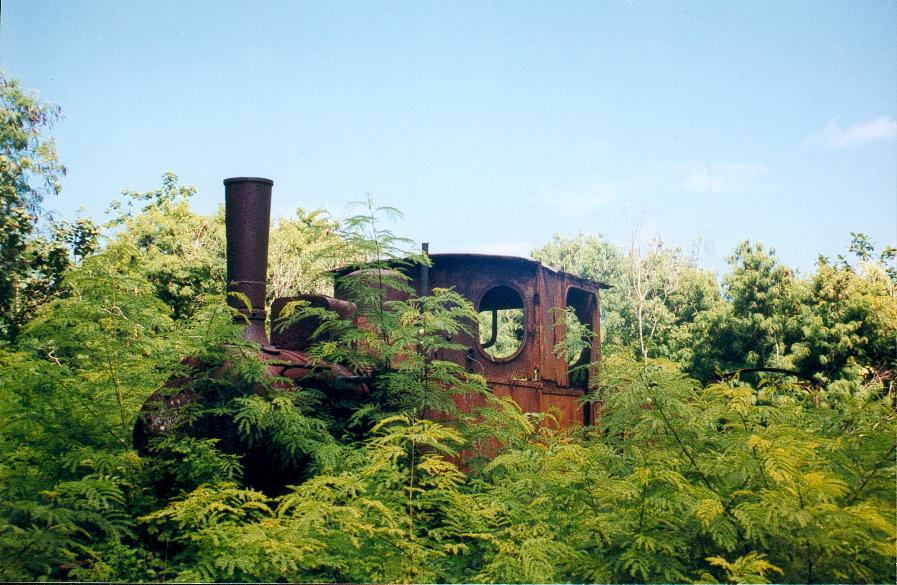
Les vestiges de la friche industrielle et possibilités de développement touristique.

En 2003, Julien Maï, maire-délégué de l'île, a demandé à des géographes de l'université de la Polynésie française d'étudier les possibilités de développement du tourisme local en valorisant notamment les atouts géologiques de l'île (dont les nombreuses grottes sont propices à la spéléologie) et le passé de la friche industrielle,.
Dans les années 2010, l'entreprise Avenir Makatea fondée à Tahiti par l'Australien Colin Randall veut reprendre l'exploitation du phosphate en creusant plus profondément (comme à Nauru) ; il propose comme mesure compensatoire un projet de réhabilitation de l'ancienne zone minière — dont le sol est fortement délabré par les excavations laissées à l'abandon — et le développement de l'écotourisme. Les habitants de l'île sont divisés ; « le maire, Julien Maï, souhaite rouvrir les mines pour générer de l'emploi. À condition que la nouvelle société efface toute trace industrielle et remplisse les milliers de trous qui parsèment l'île ». D'autres préfèreraient préserver l'île pour l'écotourisme (et notamment pour son potentiel en termes d'escalade sur falaises). Selon le naturaliste Michel Huet, « ce projet d’exploitation serait non seulement une catastrophe pour la biodiversité et les habitants de Makatea, mais également pour les atolls des Tuamotu menacés par l’élévation du niveau marin, dont nous sommes aujourd’hui les seuls responsables ». L'île abrite en effet une faune et une flore endémiques peu connues en raison de l'absence d’études à ce sujet, qui seraient menacées par le projet,.

## Flore et faune
Makatea possède encore quelques spécimens d'arbres Barringtonia asiatica endémiques. Toutefois, le principal couvert forestier est composé de Pandanaceae.
D'un point de vue de la faune, l'île héberge une population endémique de Rousserolles à long bec, Ptilopes des Tuamotu, et de Carpophages de la Société. La richesse de son avifaune, par rapport aux autres atolls des Tuamotu, s'explique par le caractère surélevé de l'atoll, qui lui a permis de ne pas être submergé par les dernières transgressions marines.
Makatea est considérée comme un conservatoire de haute importance par l'IUCN.